# Onthophilus
Onthophilus är ett släkte av skalbaggar som beskrevs av Leach 1817. Onthophilus ingår i familjen stumpbaggar.

## Dottertaxa tillOnthophilus, i alfabetisk ordning[1][2]
- Onthophilus affinis
- Onthophilus alternatus
- Onthophilus aonoi
- Onthophilus australis
- Onthophilus bickhardti
- Onthophilus convictor
- Onthophilus cynomysi
- Onthophilus deflectus
- Onthophilus extraordinarius
- Onthophilus flavicornis
- Onthophilus flohri
- Onthophilus foveipennis
- Onthophilus giganteus
- Onthophilus globulosus
- Onthophilus heilogjiangensis
- Onthophilus intermixtus
- Onthophilus irregularis
- Onthophilus jakli
- Onthophilus julii
- Onthophilus kamiyai
- Onthophilus kirni
- Onthophilus lecontei
- Onthophilus lijiangensis
- Onthophilus melampus
- Onthophilus niponensis
- Onthophilus nodatus
- Onthophilus ordinarius
- Onthophilus ostreatus
- Onthophilus pluricostatus
- Onthophilus punctatus
- Onthophilus reyesi
- Onthophilus sculptilis
- Onthophilus silvae
- Onthophilus smetanai
- Onthophilus soltaui
- Onthophilus striatus
- Onthophilus thomomysi
- Onthophilus tuberculatus
- Onthophilus wenzeli